# Тропино
Тро́пино (рос. Тропино) — село у складі Далматовського району Курганської області, Росія. Входить до складу Смирновської сільської ради.
Населення — 85 осіб (2010, 145 у 2002).
Національний склад станом на 2002 рік: росіяни — 88 %.